# اشلی ویکرز
اشلی ویکرز (انگلیسی: Ashley Vickers؛ زادهٔ ۱۴ ژوئن ۱۹۷۲) بازیکن فوتبال اهل بریتانیا است.
از باشگاه‌هایی که در آن بازی کرده‌است می‌توان به باشگاه فوتبال هیبریج، باشگاه فوتبال نیوپورت کانتی، باشگاه فوتبال ویموث، باشگاه فوتبال پیتربورو یونایتد، باشگاه فوتبال سنت آلبنز سیتی، باشگاه فوتبال داگنم و ردبریج، باشگاه فوتبال ووستر سیتی، و باشگاه فوتبال ایستلی اشاره کرد.